# Joseph Walcher

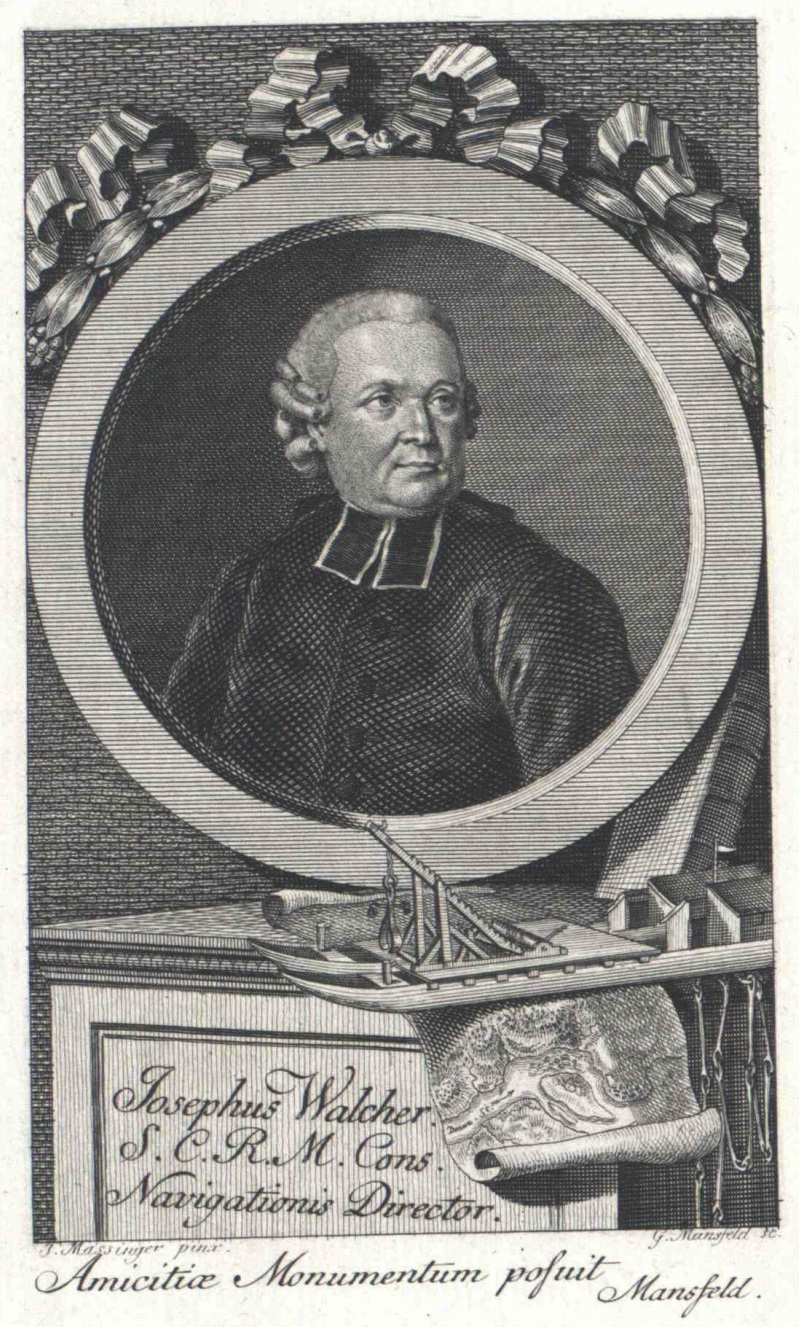
Joseph Walcher, Kupferstich von G. Mansfeld nach einer Zeichnung von J. Massinger

Joseph Walcher SJ (* 8. Jänner 1719 in Linz; † 29. November 1803 in Wien) war ein österreichischer Jesuit. Als Mathematiker und Physiker plante er zahlreiche Wasserbauten und gehörte zu den ersten, die die Alpengletscher wissenschaftlich erforschten.

## Leben
Walcher trat 1737 in die Gesellschaft Jesu ein und studierte Theologie und Mathematik, wobei er sich besonders für Mechanik und Hydraulik interessierte. 1748 wurde er zum Priester geweiht. Anfangs war er im Lehramt tätig und unterrichtete in Graz Hebräisch, nach dem Ablegen der Gelübde und der Erlangung der Magisterwürde in Wien und Linz Mathematik und Experimentalphysik. Von 1756 bis 1773 lehrte er an der Theresianischen Ritterakademie und der Universität Wien. Hier war David Ruetschmann ein Schüler von ihm. Daneben war er als Priester in der damaligen Vorstadt Margareten tätig. Nach der Aufhebung des Jesuitenordens 1773 wurde er Navigationsdirektor am Donaustrom und 1784 Assessor bei der Hofbaukommission in Wien. 1797 erhielt er die Lehrkanzel für Mechanik und Hydraulik sowie die Leitung des Mechanischen Museums an der wiederhergestellten Theresianischen Ritterakademie. Sein fünfzigjähriges Priesterjubiläum wurde von der Stadt Wien 1798 mit einer öffentlichen Feier begangen. Mit über 80 Jahren wurde Walcher 1802 zum Direktor der mathematischen und physikalischen Wissenschaften an der Universität Wien ernannt.
1897 wurde die Walcherstraße im 2. Wiener Gemeindebezirk nach ihm benannt.

## Leistungen

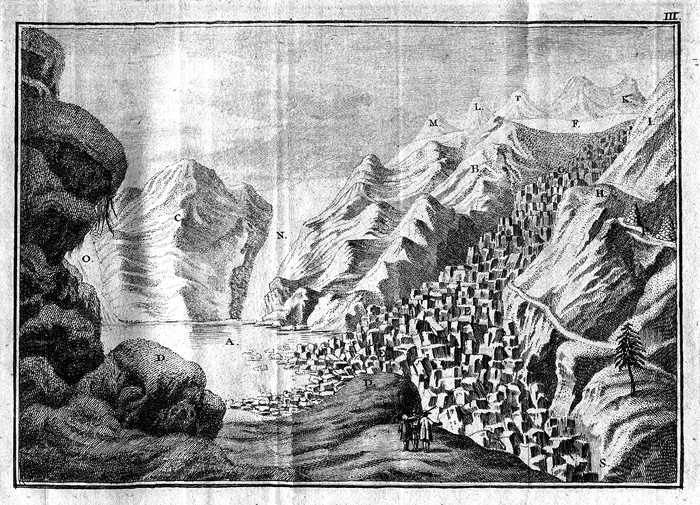
Der Rofener Eissee, Kupferstich in den Nachrichten von den Eisbergen in Tyrol.

Walcher führte Untersuchungen an Gewässern und Gletschern durch und entwarf zahlreiche Wasserschutzbauten, u. a. an der Donau bei Wien und Pressburg, der Leitha und der Etsch. Eine seiner Hauptaufgaben war von 1777 bis 1791 die Beseitigung des Donaustrudels bei Grein, der ein gefährliches Hindernis für die Schifffahrt darstellte. Dafür mussten die Felsen unter Wasser angebohrt und gesprengt werden.
Im Jahr 1771 reiste Walcher in die Ötztaler Alpen, wo der Rofener und der Gurgler Eissee durch Gletscherzungen gestaut wurden und auszubrechen drohten, was in der Vergangenheit mehrmals mit großen Schäden vorgekommen war. In seinem Werk Nachrichten von den Eisbergen in Tyrol beschreibt er nicht nur die Gletscher (insbesondere Vernagtferner und Gurgler Ferner) und Eisseen im Detail, sondern diskutiert auch verschiedenste vorgeschlagene Schutzmaßnahmen, von denen er die meisten als zu gefährlich, undurchführbar oder wirkungslos verwirft. Sein Buch gilt als eine der ersten wissenschaftlichen Abhandlungen über Gletscher.
Walcher verfasste etliche naturwissenschaftliche Arbeiten und Lehrbücher, insbesondere zur Mechanik. 1756 gründete er das „Museum physicum“ in Linz, das heute einen wichtigen Bestandteil der Sammlung für Technikgeschichte des Oberösterreichischen Landesmuseums bildet.
Seit dem Mittelalter, besonders aber unter der Herrschaft Maria Theresias und Josephs II., gab es Pläne für eine Kanalverbindung zwischen Moldau und Donau. Walcher entwarf 1783 ein nie verwirklichtes Projekt, das die beiden Flüsse auf dem kürzesten Weg von Hohenfurth nach Linz mittels Umleitung der Rodl durch den Haselgraben verbinden sollte.

## Werke
- Materia Tentaminis publici ex Geometria. 1754.
- Kurzer Inhalt der mechanischen Collegien, welche auf der Universität zu Wien in dem philosophischen Hörsaale öffentlich gehalten werden. 1759.
- Nachrichten von den Eisbergen in Tyrol. Joseph Kurzböck, Wien 1773 (e-rara.ch)
- Anleitung zur Mechanick oder Bewegungskunst: zum Gebrauche der deutschen Schulen in den kaiserl. königl. Staaten. 1776.
- Nachrichten von den im Jahre 1778, 1779, 1780, und 1781 in dem Strudel der Donau zur Sicherheit der Schiffahrt vorgenommenen Arbeiten durch die kais. königl. Navigations-Direktion an der Donau. Kurzbeck, Wien 1781 (onb.ac.at, e-rara.ch).
- Nachrichten von den bis auf das Jahr 1791 an dem Donau-Strudel zur Sicherheit der Schiffahrt fortgesetzten Arbeiten nebst einem Anhange von der physikalischen Beschaffenheit des Donau-Wirbels. Kurzbeck, Wien 1791 (onb.ac.at, slub-dresden.de).